# 潘又安
潘又安，《紅樓夢》中人物，司棋的姑舅表弟，賈府小廝，初次登場於《紅樓夢》第七十一回，書中描述其當時正與司棋在大觀園內私通，為鴛鴦所撞見，當場向鴛鴦磕頭請求替他掩埋和司棋的私情。
卻在第七十二回中因害怕被揭發私情而逃跑，讓司棋因而病倒，認為自己誤信了這個男人。書中描述其品貌風流，與司棋自小一起玩耍長大而產生感情。
而直至第七十四回才知其姓名為潘又安，確切身份為司棋的表弟。